# Jung Eun-chae
Jung Eun-chae es una actriz surcoreana.

## Carrera
Comenzó su carrera como modelo y posteriormente se convirtió en actriz.

### Televisión y cine
En 2013 se unió al elenco principal de la película Nobody's Daughter Haewon, donde interpretó a Hae-won, una película del autor Hong Sang-soo, que se estrenó en la 63.ª edición del Festival de Cine de Berlín.
En abril del 2020 se unió al elenco de la serie The King: The Eternal Monarch, donde dio vida a Gu Seo-ryung, la joven Primer Ministro de la monarquía Coreana bajo el reinado del Emperador Lee Gon, hasta el final de la serie el 12 de junio del mismo año.
En octubre de 2021 se confirmó que se había unido al elenco de la serie Anna, donde interpreta a Hyun-joo, la directora de una galería de arte.
En 2024 fue elegida para el papel de fiscal en la serie de drama legal Your Honor; ese mismo año fue también una de las protagonistas del melodrama musical Jeong-nyeon: The Star Is Born, en la que su personaje es Moon Ok-kyung, la estrella más importante de la compañía de ópera tradicional coreana Maeran.

### Música
En 2013 lanzó un EP de indie folk con canciones de su propia autoría, titulado Jung Eun-chae.

## Filmografía

### Series de televisión
| Año  | Título                        | Rol                        | Red          | Notas                        | Ref.          |
| ---- | ----------------------------- | -------------------------- | ------------ | ---------------------------- | ------------- |
| 2011 | Crossing Yeongdo Bride        | Baek Seol                  | KBS2         | Drama Special                |               |
| 2011 | The Women of Our Home         | Go Eun-nim                 | KBS1         |                              | [ 14 ]        |
| 2013 | Na-ra's Rain                  | Moon Na-ra                 | KBS2         | Drama Special                |               |
| 2014 | Dr. Frost                     | Yoon Sung-ah               | OCN          |                              |               |
| 2018 | Return                        | Geum Na-ra                 | SBS          |                              |               |
| 2018 | The Guest                     | Kang Kil-yeong             | OCN          |                              |               |
| 2019 | Legal High                    | Juez Do Mun-kyung          | JTBC         | Ep. 4 y 5                    |               |
| 2020 | The King: Eternal Monarch     | Koo Seo-ryung / Koo Eun-ah | SBS          |                              |               |
| 2021 | L.U.C.A.: The Beginning       | Directora Jung             | tvN          | Aparición especial, ep. 8-10 |               |
| 2022 | Pachinko                      | Kyung-hee                  | Apple TV+    | Serie web                    | [ 15 ]        |
| 2022 | Anna                          | Lee Hyun-joo               | Coupang Play | Serie web                    | [ 16 ]        |
| 2024 | Your Honor                    | Kang So-young              | ENA          |                              | [ 17 ] [ 11 ] |
| 2024 | Jeong-nyeon: The Star Is Born | Moon Ok-kyung              | tvN          |                              | [ 18 ] [ 12 ] |

### Cine
| Año  | Título                   | Rol                | Notas                     |
| ---- | ------------------------ | ------------------ | ------------------------- |
| 2010 | Haunters                 | Young-sook         |                           |
| 2011 | Play                     | Eun-chae           |                           |
| 2012 | Spring, Snow             | Ji-yoon            |                           |
| 2012 | Horror Stories           | Gong-ji            | segmento: "Secret Recipe" |
| 2013 | Behind the Camera        |                    |                           |
| 2013 | Nobody's Daughter Haewon | Hae-won            |                           |
| 2014 | The Fatal Encounter      | Kang Wol-hye       | [ 19 ]                    |
| 2014 | Hill of Freedom          | Nam-hee            |                           |
| 2016 | The Table                | Kyung-jin          | [ 20 ]                    |
| 2017 | The King                 | Hermana de Tae-soo | [ 21 ]                    |
| 2024 | The Plot                 | Joo Young-seon     | [ 22 ]                    |

### Presentadora
| Año  | Programa                | Notas                     |
| ---- | ----------------------- | ------------------------- |
| 2020 | 34th Golden Disc Awards | presentadora de categoría |

### Vídeos musicales
| Año  | Título de la canción   | Artista             |
| ---- | ---------------------- | ------------------- |
| 2011 | "Heartsore Story"      | Wheesung            |
| 2012 | "Memory of the Wind"   | Naul                |
| 2013 | "Just Smile Like That" | Kwon Sun-kwan       |
| 2013 | "Sweet Love Virus"     | Wonhyoro 1-Ga 13-25 |

## Discografía
```
이방인
잘 지내나요
달
소년,소녀 (Boy & Girl) - feat. Thomas Cook
여름바다 (Summer Sea)
```

| información del álbum                                                        | lista de canciones                                                                                                  |
| ---------------------------------------------------------------------------- | --- |
| Jung Eun-chae - EP - liberado: 16 de abril de 2013 - Label: Mirrorball Music | Track listing 1. 이방인 2. 잘 지내나요 3. 달 4. 소년,소녀 (Boy & Girl) - feat. Thomas Cook 5. 여름바다 (Summer Sea) |

## Premios y nominaciones
| Año  | Premio                                         | Categoría                                                           | Nominación                    | Resultado | Ref.          |
| ---- | ---------------------------------------------- | ------------------------------------------------------------------- | ----------------------------- | --------- | ------------- |
| 2011 | 6th Asia Model Festival Awards                 | premio modelo CF                                                    | ella                          | Ganadora  | [ 24 ]        |
| 2011 | 25th KBS Drama Awards                          | mejor actriz revelación                                             | The Women of Our Home         | Nominada  |               |
| 2013 | 14th Jeonju International Film Festival        | Moët estrella en ascenso                                            | Nobody's Daughter Haewon      | Ganadora  | [ 25 ]        |
| 2013 | 49th Paeksang Arts Awards                      | mejor actriz revelación (cine)                                      | Nobody's Daughter Haewon      | Nominada  |               |
| 2013 | 22nd Buil Film Awards                          | mejor actriz                                                        | Nobody's Daughter Haewon      | Nominada  |               |
| 2013 | 22nd Buil Film Awards                          | mejor actriz revelación                                             | Nobody's Daughter Haewon      | Ganadora  |               |
| 2013 | 14th Busan Film Critics Awards                 | mejor actriz revelación                                             | Nobody's Daughter Haewon      | Ganadora  |               |
| 2013 | 33rd Korean Association of Film Critics Awards | mejor actriz revelación                                             | Nobody's Daughter Haewon      | Ganadora  |               |
| 2013 | 34th Blue Dragon Film Awards                   | mejor actriz revelación                                             | Nobody's Daughter Haewon      | Nominada  |               |
| 2014 | 5th KOFRA Film Awards                          | mejor actriz revelación                                             | Nobody's Daughter Haewon      | Ganadora  |               |
| 2014 | 1st Wildflower Film Awards                     | mejor actriz                                                        | Nobody's Daughter Haewon      | Ganadora  | [ 26 ] [ 27 ] |
| 2014 | 1st Wildflower Film Awards                     | mejor actor/actriz revelación                                       | Nobody's Daughter Haewon      | Nominada  | [ 26 ] [ 27 ] |
| 2020 | 28th SBS Drama Award                           | premio a la excelencia, actriz en miniserie de fantasía o romántica | The King: Eternal Monarch     | Nominada  |               |
| 2022 | 8th APAN Star Awards                           | Premio a la excelencia, actriz en serie web                         | Anna                          | Nominada  | [ 28 ] [ 29 ] |
| 2023 | 59.os Premios Baeksang Arts                    | Mejor actriz de reparto (televisión)                                | Anna                          | Nominada  | [ 30 ]        |
| 2023 | Premios Blue Dragon Series                     | Mejor actriz de reparto                                             | Anna                          | Nominada  | [ 31 ]        |
| 2023 | Premios Director's Cut                         | Mejor actriz de televisión                                          | Anna                          | Nominada  | [ 32 ]        |
| 2025 | 61.os Premios Baeksang Arts                    | Mejor actriz de reparto (televisión)                                | Jeong-nyeon: The Star Is Born | Pendiente | [ 33 ] [ 34 ] |